# Navua
Navua ist eine Stadt in Fidschi mit 5812 Einwohnern (Stand: 2017). Sie liegt im gleichnamigen Distrikt Navua in der Provinz Serua, deren Hauptstadt sie ist. Während der Kolonialzeit entstanden in der Stadt mehrere Zuckerfabriken, die im Jahr 1923 nach einer Wirtschaftskrise geschlossen wurden.
Die Ortschaft verfügt mit dem Navua FC über einen Fußballverein, der an der National Football League teilnimmt.